# Martigny-le-Comte
Martigny-le-Comte is een gemeente in het Franse departement Saône-et-Loire (regio Bourgogne-Franche-Comté) en telt 463 inwoners (1999). De plaats maakt deel uit van het arrondissement Charolles.

## Geografie
De oppervlakte van Martigny-le-Comte bedraagt 36,1 km², de bevolkingsdichtheid is 12,8 inwoners per km².
De onderstaande kaart toont de ligging van Martigny-le-Comte met de belangrijkste infrastructuur en aangrenzende gemeenten.

## Demografie
Onderstaande figuur toont het verloop van het inwonertal (bron: INSEE-tellingen).